# Sasha Becker
Sasha Agnes Becker, född 6 augusti 1985, är en svensk skådespelare.

## Biografi
Becker gick estetisk linje med inriktning teater på Ale gymnasium. Hon scendebuterade 2007 i föreställningen Vroom på Angereds teater. Dessförinnan hade hon varit verksam som skådespelare, främst i TV, men även på film. Filmdebuten skedde i 2000 års Före stormen.
Becker fick 2009 motta utmärkelsen Aftonbladets stjärnskott.

## Filmografi
- 2000 – Före stormen
- 2001 – Kommissarie Winter (TV-serie)
- 2003 – En ö i havet (TV-serie)
- 2004 – Orka! Orka! (TV-serie)
- 2005 – Ryppar (kortfilm)
- 2005 – Storm
- 2006 – Utsatt (kortfilm)
- 2006 – Skjut mig (kortfilm)
- 2006 – Poliser (TV-serie)
- 2007 – Upp till kamp (TV-serie)
- 2007 – Gynekologen i Askim (TV-serie)
- 2008 – Sten 16:30 (kortfilm)
- 2009 – 183 dagar (TV-serie)
- 2011 – Gynekologen i Askim (TV-serie)
- 2014 – Arne Dahl: Dödsmässa (TV-serie)
- 2020 – Jakten på en mördare (TV-serie)
- 2020–2021 – Pappas pojkar (TV-serie)
- 2021 – Tunna blå linjen (TV-serie)

## Teater (ej komplett)
| År   | Roll       | Produktion                                                          | Regi             | Teater                                        |
| ---- | ---------- | ------------------------------------------------------------------- | ---------------- | --------------------------------------------- |
| 2007 |            | Vroom                                                               |                  | Angeredsteatern                               |
| 2009 |            | Apberget                                                            |                  | Angeredsteatern                               |
| 2010 |            | Familjen Tracy Letts                                                | Peter Dalle      | Göteborgs stadsteater                         |
| 2011 |            | Tresteg Stefan Johansson                                            | Hilde Brinchmann | Regionteatern Blekinge Kronoberg/ Riksteatern |
| 2013 |            | Historien om en soldat                                              |                  | Östgötateatern                                |
| 2013 |            | Familjen Addams                                                     |                  | Östgötateatern                                |
| 2014 |            | En midsommarnattsdröm William Shakespeare                           |                  | Edsbergs slottsteater                         |
| 2014 |            | Rent                                                                |                  | Riksteatern                                   |
| 2015 | Lucy Vixen | Tolvskillingsoperan Bertolt Brecht och Kurt Weill                   | Alexander Öberg  | Malmö stadsteater                             |
| 2016 |            | Boxaren Erik Norberg och Alexander Öberg                            | Alexander Öberg  | Örebro länsteater                             |
| 2017 |            | Pelle Erövraren – Den stora kampen Erik Norberg och Alexander Öberg | Alexander Öberg  | Helsingborgs stadsteater på Helsingborg Arena |
| 2018 |            | Drottningens juvelsmycke Carl Jonas Love Almqvist                   | Örjan Andersson  | Helsingborgs stadsteater                      |
| 2019 |            | Stora drömmar Hans Marklund och Lotta Olsson                        | Hans Marklund    | Helsingborgs stadsteater på Sofiero slott     |
| 2019 | Hustrun    | Rapunzel Marina Steinmo och Kajsa Giertz                            | Kajsa Giertz     | Helsingborgs stadsteater                      |
| 2020 |            | Äppelkriget Hans Alfredson och Tage Danielsson                      | Annika Kofoed    | Helsingborgs stadsteater                      |
| 2021 |            | Trädgårdsgatan Jörgen Dahlqvist                                     | Linda Ritzén     | Helsingborgs stadsteater                      |
| 2021 |            | BOBHUNDMUSIKAL – för folk med tinnitus i hjärtat Hanna Nygren       | Kajsa Giertz     | Helsingborgs stadsteater                      |
| 2021 |            | Bröderna Lejonhjärta Astrid Lindgren                                | Ronny Danielsson | Helsingborgs stadsteater                      |